# كاثرين فليت
كاثرين فليت (بالإنجليزية: Kathryn Flett)‏ هي صحفية بريطانية، ولدت في 1 أبريل 1964 في واتفورد في المملكة المتحدة.

## وصلات خارجية
- كاثرين فليت على موقع IMDb (الإنجليزية)